# Kewanee
Kewanee è un comune degli Stati Uniti d'America, situato in Illinois, nella Contea di Henry.